# Fugger-Babenhausen

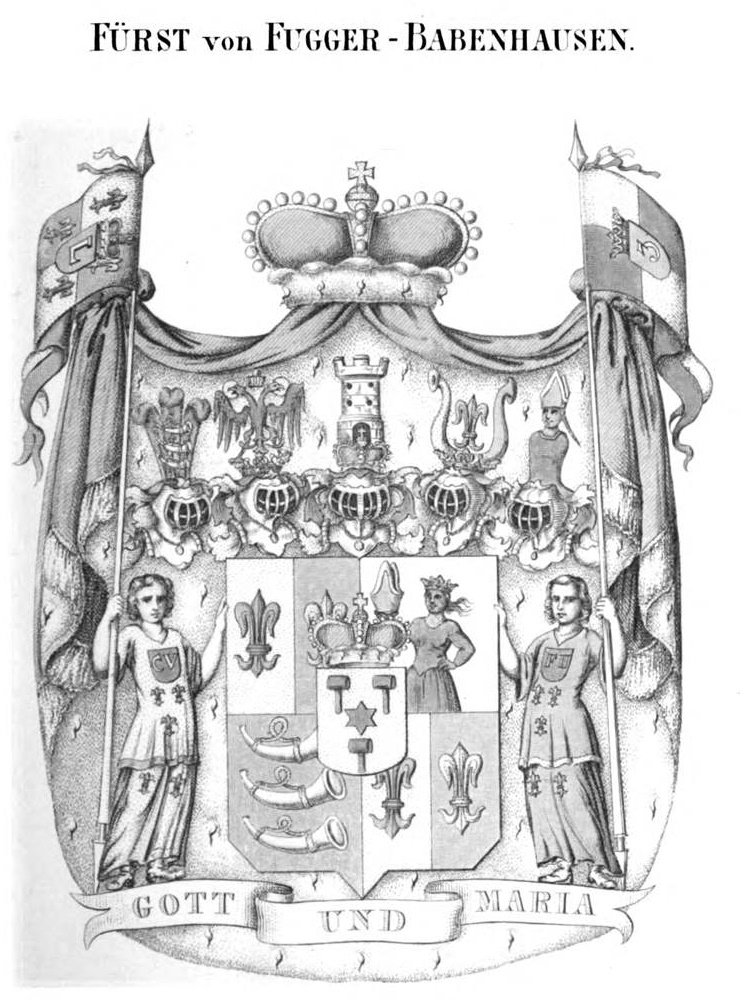
Familienwappen

Die Fugger-Babenhausen sind der letzte noch im Mannesstamm existierende Zweig der Fugger von der Lilie (mit dem Lilienwappen), einer für ihren Geschäftserfolg in der frühen Neuzeit bekannt gewordenen Linie der Familie Fugger aus Augsburg. Das ursprünglich dem Handwerker- und dann Kaufmannsstand entstammende schwäbische Geschlecht stieg mit Jakob Fugger 1511 in den Adelsstand und 1514 in den Reichsgrafenstand auf. Der Zweig Fugger von Babenhausen wurde 1803 in den Reichsfürstenstand erhoben.

## Geschichte

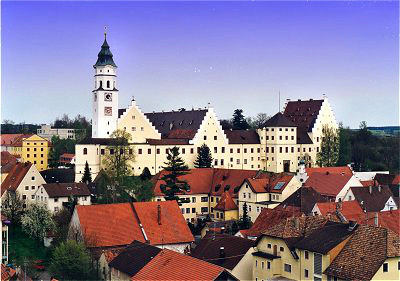
Fuggerschloss in Babenhausen

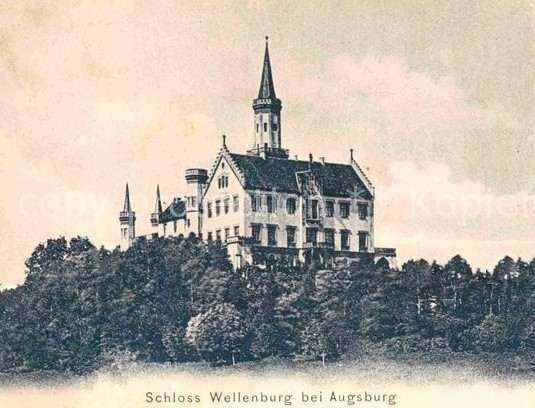
Schloss Wellenburg (um 1890)

Die Fugger sind ursprünglich ein schwäbisches Kaufmannsgeschlecht, das seit der Einwanderung Hans Fuggers aus Graben im Jahr 1367 in der Reichsstadt Augsburg ansässig war. Jakob Fugger „der Reiche“ wurde 1514 zum Reichsgrafen erhoben; sein Neffe und Nachfolger als Firmenchef, Anton Fugger, stieg 1530 ebenfalls zum Reichsgrafen auf; 1538 erwarb er das seit 1237 existierende Schloss Babenhausen samt zugehöriger Herrschaft und ließ es 1541 völlig umbauen. Dessen jüngster Sohn Jakob (1542–1598) begründete den Zweig Fugger-Babenhausen. 
Die Fugger „von der Lilie“ besaßen seit 1583 die erbliche Reichs- und Kreisstandschaft im Schwäbischen Kreis und gehörten dem Schwäbischen Reichsgrafenkollegium an. 1803 wurde aus den Herrschaften Babenhausen und Kettershausen das Fürstentum Babenhausen gebildet, Graf Anselm Maria Fugger von Babenhausen wurde in den Reichsfürstenstand erhoben. Mit der Rheinbundakte 1806 kam das Fürstentum als Standesherrschaft dann zum Königreich Bayern. Der Ort war noch bis 1848 Sitz des Fürstlich Fuggerschen Herrschaftsgerichts Babenhausen. Das Fuggerschloss Babenhausen ist heute noch im Besitz der Familie. Hauptwohnsitz ist jedoch das 1595 von Jakob Fugger III. von Babenhausen erworbene Schloss Wellenburg bei Augsburg.

## Fürsten Fugger von Babenhausen
- Anselm Maria Fugger von Babenhausen (1766–1821), 1. Fürst Fugger von Babenhausen
- Anton Anselm Fugger von Babenhausen (1800–1836), 2. Fürst Fugger von Babenhausen
- Leopold Fugger von Babenhausen (1827–1885), 3. Fürst Fugger von Babenhausen
- Karl Fugger von Babenhausen (1829–1906), 4. Fürst Fugger von Babenhausen
- Karl Fugger von Babenhausen (1861–1925), 5. Fürst Fugger von Babenhausen
- Georg Fugger von Babenhausen (1889–1934), 6. Fürst Fugger von Babenhausen
- Friedrich Carl Fugger von Babenhausen (1914–1979), 7. Fürst Fugger von Babenhausen
- Hubertus Viktor Fürst Fugger-Babenhausen (* 1946), aktueller Chef des Hauses Fugger-Babenhausen,[1] kaufte 1988 Barnsley Gardens in der Nähe von Adairsville, Georgia, USA, das er 2004 verkaufte.[2][3]

## Sonstige Namensträger
- Eleonora Fugger von Babenhausen (Nora) (1864–1945), österreichische Fürstin und Salonière
- Leopold Graf Fugger von Babenhausen (1893–1966), deutscher Generalmajor der Luftwaffe
- Gunilla Fürstin Fugger von Babenhausen, Reichsgräfin Bielke (* 8. Juli 1919; † 25. März 2015)[4][5][6]
- Alexander Erbgraf Fugger-Babenhausen[7][8]